# Swing (politique)
Pour les articles homonymes, voir Swing.
En science politique, la notion de swing (« revirement » ou « transfert » en anglais), ou de transfert électoral, est une donnée exprimée en points de pourcentage permettant de considérer l’évolution du soutien d’un parti d’une élection à une autre. Elle peut être calculée à partir de l’évolution du pourcentage de voix d’un seul parti ou bien en fonction des données électorales de deux formations politiques.
Ce type d’analyse est généralement utilisé dans les pays du monde anglophone admettant un système bipartisan, notamment l’Australie et le Royaume-Uni.

## Histoire

### Création du transfert «conventionnel»
Le swing conventionnel apparaît pour la première fois dans une contribution de David Butler (en) dans The British General Election of 1945, un ouvrage de science politique dirigé par R. B. McCallum et Alison Readman publié en 1947 à propos des élections générales de la Chambre des communes de 1945. Il est défini comme le total de suffrages passés d’un parti à un autre, mais, compte tenu de la variabilité de la participation et du transfert de voix vers d’autres partis, il est obtenu par la division par deux de la somme des gains du premier parti et des pertes du second,.
David Butler souhaite montrer à travers cette notion le lien entre la proportion de voix obtenues par un parti politique à l’échelle du Royaume-Uni et le nombre de sièges détenus au Parlement dans le cadre d’un système bipartisan. Ainsi, un swing donné doit conduire à l’obtention d’un certain nombre de sièges aux Communes. Cependant, l’utilisation de cette notion doit satisfaire cinq paramètres :
- les deux grands partis doivent remporter presque toutes les circonscriptions ;
- les candidats des autres partis politiques ne doivent pas être concentrés sur des sièges pivot ;
- le swing entre les deux grands partis doit être similaire ou doit s’annuler d’une circonscription à l’autre ;
- le nombre moyen d’électeurs inscrits doit être sensiblement le même dans les circonscriptions favorables à un grand parti et dans celles favorables à l’autre ;
- un grand parti ne doit pas détenir de trop larges majorités dans les circonscriptions (sous peine de réduire le nombre de sièges possibles à nombre de voix égales).

Ainsi, concrètement, un transfert de 5 points d’un parti A à un parti B peut être envisagé comme une perte de 5 points dans la valeur des électeurs qui ont voté pour le parti A lors d’une précédente élection et qui ont voté pour le parti B dans l’élection en cours.

### Création du transfert à deux partis
Le swing ou le transfert à deux partis est conceptualisé par Michael Steed (en) dans The British General Election of 1964, un autre ouvrage de science politique cette fois-ci sur les élections générales de 1964 sous la direction de David Butler et d’Anthony King et publié en 1965.
Plus sophistiquée que la méthode de Butler, elle exclut les autres partis des calculs électoraux et s’intéresse uniquement aux deux partis principaux.

## Calcul

### Transfert d’un seul parti
Le transfert d’un vote d’un même parti entre deux élections dans une même circonscription électorale ({\displaystyle x}) consiste en la soustraction du pourcentage de voix de l’élection précédente ({\displaystyle a}) du pourcentage de voix de l’élection en cours ({\displaystyle b}). Il est exprimé en points de pourcentage.
Considérons les résultats de trois partis politiques entre deux élections.
| Parti politique    | Élection précédente | Élection précédente | Élection en cours | Élection en cours |
| Parti politique    | Voix                | %                   | Voix              | %                 |
| ------------------ | ------------------- | ------------------- | ----------------- | ----------------- |
| Parti conservateur | 10 000              | 52,63               | 8 000             | 38,10             |
| Parti travailliste | 6 000               | 31,58               | 7 000             | 33,33             |
| Parti libéral      | 3 000               | 15,79               | 6 000             | 28,57             |

Le Parti conservateur obtient une part de 52,63 % des voix dans l’élection précédente et 38,10 % dans l’élection en cours. Il perd ainsi 14,53 points entre les deux élections.
Le Parti travailliste obtient une part de 31,58 % des voix dans l’élection précédente et 33,33 % dans l’élection en cours. Il gagne ainsi 1,75 point entre les deux élections.
Le Parti libéral obtient une part de 15,79 % des voix dans l’élection précédente et 28,57 % dans l’élection en cours. Il gagne ainsi 12,78 points entre les deux élections.

### Transfert entre deux partis
Il existe deux façons de calculer le transfert de voix entre deux partis politiques :
- la méthode de David Butler (en) (Butler swing en anglais), une traduction de l’évolution entre un parti et un autre établie à partir de l’ensemble des résultats entre deux élections ;
- la méthode de Michael Steed (en) (Steed swing en anglais), une traduction qui se concentre uniquement sur l’évolution de deux partis entre deux élections.

Considérons les mêmes résultats des trois partis politiques entre deux élections.
| Parti politique    | Élection précédente | Élection précédente | Élection en cours | Élection en cours | ±     |
| Parti politique    | Voix                | %                   | Voix              | %                 | ±     |
| ------------------ | ------------------- | ------------------- | ----------------- | ----------------- | ----- |
| Parti conservateur | 10 000              | 52,63               | 8 000             | 38,10             | 14,53 |
| Parti travailliste | 6 000               | 31,58               | 7 000             | 33,33             | 1,75  |
| Parti libéral      | 3 000               | 15,79               | 6 000             | 28,57             | 12,78 |

#### Méthode de Butler
Le transfert de Butler ({\displaystyle x}), ou transfert conventionnel, consiste en la soustraction de l’évolution du pourcentage de voix d’un premier parti entre deux élections dans une même circonscription électorale ({\displaystyle a}) et de celle d’un second parti ({\displaystyle b}) qu’il convient de diviser par deux pour obtenir une moyenne. Il est exprimé en points de pourcentage.
Le Parti conservateur admet une évolution négative de 14,53 points tandis que le Parti travailliste et le Parti libéral ont une évolution positive avec respectivement 1,75 et 12,78 points. On aura ainsi, selon la méthode de Butler :
- un transfert en faveur du Parti travailliste sur le Parti conservateur de 8,14 points et un transfert en défaveur du Parti conservateur vers le Parti travailliste de 8,14 points ;

- un transfert en faveur du Parti libéral sur le Parti conservateur de 13,66 points et un transfert en défaveur du Parti conservateur vers le Parti libéral de 13,66 points ;

- un transfert en défaveur du Parti travailliste vers le Parti libéral de 5,52 points et un transfert en faveur du Parti libéral sur le Parti travailliste de 5,52 points ;

#### Méthode de Steed
Le transfert de Steed ({\displaystyle x}) se construit en deux étapes en fonction de deux partis, toujours dans une même circonscription électorale. Il est exprimé en points de pourcentage.
La première consiste en l’addition de la part de vote du premier parti lors de l’élection précédente ({\displaystyle a1}) avec celle du second parti ({\displaystyle b1}), divisée par la part de voix du premier parti dans l’élection en cours ({\displaystyle a1}), multiplié par 100.
La seconde consiste en l’addition de la part de vote du premier parti lors de l’élection en cours ({\displaystyle a2}) avec celle du second parti ({\displaystyle b2}), divisée par la part de voix du premier parti dans l’élection en cours ({\displaystyle a2}), multiplié par 100.
La seconde étape est enfin soustraite de la première.
On aura ainsi, selon la méthode de Steed :
- un transfert en défaveur du Parti conservateur vers le Parti travailliste de 9,16 points ;

- et un transfert en faveur du Parti travailliste sur le Parti conservateur de 9,16 points.